# Stockholm-Arlanda Airport
 Der er for få eller ingen kildehenvisninger i denne artikel, hvilket er et problem. Du kan hjælpe ved at angive troværdige kilder til de påstande, som fremføres i artiklen.

Stockholm-Arlanda eller bare Arlanda er Stockholms internationale lufthavn beliggende 42 km nord for den svenske hovedstad og 3 km fra forstaden Märsta. Lufthavnen er Sveriges største og beflyves af ca. 70 forskellige flyselskaber, der i 2011 transporterede 19.068.812 passagerer til og fra lufthavnens 172 destinationer, hvoraf København er den klart hyppigste. 
Således har SAS flere daglige afgange mellem Arlanda og Københavns Lufthavn.
Arlanda indviedes den 14. december 1959 men kun til øvelse. En egentlig indvielse fandt sted den 5. januar 1960. I 1962 overtog lufthavnen Stockholm-Bromma Lufthavns udenrigsdestinationer og senere også de fleste indenrigs. Arlanda har 3 start- og landingsbaner (3300 m, 2500 m og 2500 m) og 4 terminaler. Terminal 2 og 5 betjener udenrigsfly, mens terminal 3 og 4 er indenrigs.
Arlandas IATA-kode er ARN, og lufthavnens ICAO-kode er ESSA.
Arlanda drives af det statslige Luftfartsverket.
Lufthavnen ejer i alt et landområde på 26 km², som udover lufthavnskomplekset også omfatter en sø, Halmsjön, vandløb, landbrugsjord og områder dækket af skov.
Lufthavnen er tegnet af KHR arkitekter.

## Flyselskaber
| 1. Adria Airways 2. Aeroflot 3. AirBaltic 4. Air China 5. Air France 6. Austrian Airlines 7. Avion Express 8. Avitrans | 1. B&H Airlines 2. British Airways 3. Cimber Sterling 4. Czech Airlines 5. Delta Air Lines 6. easyJet 7. Ethiopian Airlines | 1. Finnair 2. Germanwings 3. Höga Kusten Flyg 4. Iberia Airlines 5. Icelandair 6. Iran Air 7. Iraqi Airways 8. KLM 9. LOT Polish Airlines | 1. Lufthansa 2. Nextjet 3. Norwegian 4. Nouvelair 5. Qatar Airways 6. Royal Falcon 7. Russian Airlines 8. SAS | 1. SATA Internacional 2. Skyways 3. SunExpress 4. Swiss 5. Syrian Arab Airways 6. TAP Portugal 7. Thai Airways International 8. Turkish Airlines 9. Viking Airlines |

## Destinationer

### Afrika
- Addis Ababa (Ethiopian Airlines)
- Tunis (Nouvelair)

### Asien
- Al Najaf (Iraqi Airways)
- Bagdad (Iraqi Airways, Viking Airlines)
- Erbil (Iraqi Airways, Viking Airlines)
- Suleimanya (Viking Airlines)
- Teheran (Iran Air)
- Amman (Royal Falcon)
- Beijing (Air China)
- Doha (Qatar Airways)
- Aleppo (Syrian Arab Airlines)
- Damaskus (Syrian Arab Airlines)
- Bangkok (Thai Airways International)
- Ankara (Turkish Airlines)
- Antalya (Turkish Airlines)
- Istanbul (SAS, Turkish Airlines)
- Izmir (SunExpress)

### Europa
- Bruxelles (SAS)
- Sarajevo (B&H Airlines, Norwegian)
- Larnaca (Norwegian)
- København (Norwegian, SAS)
- Aalborg (SAS
- Aarhus (SAS)
- Billund (SAS)
- Tallinn (AirBaltic)
- Helsinki (Finnair, Norwegian, SAS)
- Oulu (AirBaltic)
- Bordeaux (Norwegian)
- Nice (Norwegian, SAS)
- Paris (Air France, SAS)
- Athen (Norwegian, SAS)
- Chania (Norwegian)
- Kos (Norwegian)
- Rhodos (Norwegian)
- Santorini (Norwegian)
- Amsterdam (KLM, SAS)
- Dublin (SAS)
- Reykjavik (Icelandair)
- Milano (easyJet, Lufthansa, SAS)
- Olbia (Norwegian)
- Rom (Ethiopian Airlines, Norwegian, SAS)
- Dubrovnik (Norwegian)
- Pula (Norwegian)
- Split (Norwegian, SAS)
- Riga (AirBaltic)
- Vilnius (Skyways)
- Bergen (Finnair, Norwegian, SAS)
- Oslo (Norwegian, SAS)
- Røros (Skyways)
- Tromsø (SAS)
- Trondheim (SAS)
- Warszawa (LOT Polish Airlines)
- Azorerne (Sata)
- Faro (Norwegian)
- Funchal (Sata)
- Lissabon (TAP Portugal)
- Moskva (Aeroflot, SAS)
- St. Petersborg (Russian Airlines, SAS)
- Geneve (easyJet, Norwegian, SAS)
- Zürich (SAS, Swiss International Air Lines)
- Beograd (Norwegian)
- Ljubljana (Adria Airways)
- Alicante (Norwegian)
- Barcelona (Norwegian)
- Gran Canaria (Norwegian)
- Madrid (Iberia Airlines)
- Malaga (Norwegian, SAS)
- Palma de Mallorca (Norwegian, SAS)
- Edinburgh (Norwegian, SAS)
- London (British Airways, Norwegian, SAS, Viking Airlines)
- Manchester (SAS)
- Prag (Czech Airlines, SAS)
- Berlin (Germanwings, SAS)
- Düsseldorf (Lufthansa, SAS)
- Frankfurt am Main (Lufthansa, SAS)
- Hamburg (Lufthansa)
- Köln (Germanwings)
- München (Lufthansa, Norwegian, SAS)
- Budapest (Norwegian)
- Salzburg (Norwegian)
- Wien (Austrian Airlines)
- Mariehamn (Avitrans)

### Nordamerika
- Chicago (SAS)
- New York (Delta Air Lines, SAS)

### Indenrigs
- Arvidsjaur (Nextjet)
- Borlänge (Skyways)
- Gällivare (Nextjet)
- Göteborg-Landvetter (Norwegian, SAS)
- Hagfors (Nextjet)
- Halmstad (Skyways)
- Ängelholm-Helsingborg (SAS)
- Hemavan (Nextjet)
- Jönköping (Skyways)
- Kalmar (SAS)
- Karlstad (Skyways)
- Kiruna (Höga Kusten Flyg, Norwegian, SAS)
- Kramfors (Avion Express, Nextjet)
- Kristianstad (Skyways)
- Luleå (Norwegian, SAS)
- Lycksele (Nextjet)
- Malmö (Norwegian, SAS)
- Mora (Nextjet)
- Örnsköldsvik (Höga Kusten Flyg)
- Oskarshamn (Skyways)
- Östersund (SAS)
- Ronneby (SAS)
- Skellefteå (SAS, Skyways)
- Storuman (Avion Express)
- Sundsvall-Timrå (SAS)
- Sveg (Nextjet)
- Torsby (Nextjet)
- Umeå (Norwegian, SAS)
- Växjö (Skyways)
- Vilhelmina (Nextjet)
- Visby (SAS, Skyways)